# Tarnania
Tarnania is een muggengeslacht uit de familie van de paddenstoelmuggen (Mycetophilidae).

## Soorten
- T. dziedzickii (Edwards, 1941)
- T. fenestralis (Meigen, 1838)
- T. nemoralis (Edwards, 1941)
- T. tarnanii (Dziedzicki, 1910)